# Francesco Tristano Schlimé
Francesco Tristano Schlimé (Lussemburgo, 16 settembre 1981) è un pianista e compositore lussemburghese.

## Biografia
Schlimé interpreta il repertorio classico e contemporaneo e si dedica nello stesso tempo a sperimentazioni nel campo della musica elettronica collaborando anche con importanti dj's. Suona anche il clarinetto.

## Discografia

### Album
- 2007 : Not For Piano (Label Infiné)
- 2008 : Auricle Bio /On (Label Infiné)
- 2010 : Idiosynkrasia (Label Infiné)
- 2011 : bachCage (Label Deutsche Grammophon)

### EP
- 2006 : Strings of Life (2006 - Label Infiné)
- 2010 : The Melody (Label Infiné)
- 2011 : Idiosynkrasia Remixes (Label Infiné)
- 2011 : Idiosynkrasia (Only Vinyl Edition) (Label Infiné)

### Aufgang
- 2009 : Aufgang - Aufgang (Album, Label Infiné)
- 2009 : Aufgang - Sonar (Maxi, Label Infiné)
- 2009 : Aufgang - Channel 7 (Maxi, Label Infiné)
- 2010 : Aufgang - Air On Fire (Album, Label Infiné)
- 2010 : Aufgang - Barock (Maxi, Label Infiné)
- 2010 : Aufgang - Dulceria (Maxi, Label Infiné)

### Partecipazioni
- 2010 : Various Artists - Introducing Infiné (Label Infiné)
- 2011 : Various Artists - Remixing Infiné (Label Infiné)